# Albert Spaggiari
Albert Spaggiari, född 14 december 1933 i  Laragne-Montéglin, Frankrike, död 8 juni 1989 i Belluno, Italien, var en fransk fallskärmsjägare, veteran från kriget i Indokina, medlem av OAS och stortjuv.
Spaggiari är mest känd för en bankkupp i Nice som varade 17-19 juli 1976, under vilken tid han och ett antal medbrottslingar öppnade 400 förvaringsboxar i Banque Société Générales bankvalv och stal pengar och värdesaker till ett sammanlagt värde av uppskattningsvis ca 50-60 miljoner franc. Ligan tog sig in i valvet genom att gräva en 8 meter lång tunnel från stadens avloppssystem.
Spaggiari greps i USA när han kontaktat CIA och erbjudit dem sina tjänster, varvid han presenterat bankrånet i Nice som en av sina främsta meriter. Han fördes till Frankrike för rättegång men rymde under preliminära förhör 10 mars 1977 genom att hoppa ut genom ett fönster i domstolsbyggnaden. Ute på gatan väntade en motorcykel med förare. Spaggiari greps aldrig på nytt. Han hittades 10 juni 1989 död i närheten av sin mors bostad i Hyères.
Rättsläkarna fastslog att Spaggiari dött en naturlig död som förorsakats av långt framskriden strupcancer. Senare framkom att Spaggiari avlidit i Italien och förts över gränsen av okända personer.
Översatt till svenska finns boken Gentlemen i Nice som handlar om Albert Spaggiari och den spektakulära bankkuppen. Även den svenske författaren Per Hagman har sedan tjugo år då och då skrivit om Spaggiari i olika svenska tidningar.